# Crno (Zára)
Crno (olaszul: Cerno/Valnera) falu Horvátországban Zára megyében. Közigazgatásilag Zárához tartozik.

## Fekvése
Zára központjától 5 km-re keletre, a város északi és keleti szomszédságában fekszik.

## Története
A települést 1296–ban és 1387-ben említi írásos dokumentum. Plébániatemplomát a 14. században építették. Miután Velence 1409-ben elfoglalta Zárát ez a terület is fennhatósága alá került. Plébániáját 1500-ban alapították. A 16. században a török többször is lerombolta és kirabolta. Egy 1560-as dokumentum szerint a falut újjáépítették és Novo Selo Crnonak nevezték el. Plébániáját 1446-ban, majd később 1700-ban is említik. Ezt követően Dračevac plébániájához tartozott. A 18. század végén Napóleon megszüntette a Velencei Köztársaságot. 1797 és 1805 között Habsburg uralom alá került, majd az egész Dalmáciával együtt az Első Francia Császárság része lett. 1815-ben a bécsi kongresszus újra Ausztriának adta, amely a Dalmát Királyság részeként Zárából igazgatta 1918-ig. 1857-ben 146, 1910-ben 347 lakosa volt. Ezt követően előbb a Szerb-Horvát-Szlovén Királyság, majd Jugoszlávia része lett. 1977-ben visszaállították önálló plébániáját. Lakói hagyományosan földműveléssel foglalkoztak és a közeli városban dolgoztak. 2011-ben 537 lakosa volt.

## Lakosság
| Lakosság változása | Lakosság változása | Lakosság változása | Lakosság változása | Lakosság változása | Lakosság változása | Lakosság változása | Lakosság változása | Lakosság változása | Lakosság változása | Lakosság változása | Lakosság változása | Lakosság változása | Lakosság változása | Lakosság változása | Lakosság változása |
| ------------------ | ------------------ | ------------------ | ------------------ | ------------------ | ------------------ | ------------------ | ------------------ | ------------------ | ------------------ | ------------------ | ------------------ | ------------------ | ------------------ | ------------------ | ------------------ |
| 1857               | 1869               | 1880               | 1890               | 1900               | 1910               | 1921               | 1931               | 1948               | 1953               | 1961               | 1971               | 1981               | 1991               | 2001               | 2011               |
| 146                | 0                  | 212                | 232                | 241                | 347                | 596                | 0                  | 604                | 631                | 602                | 584                | 742                | 662                | 420                | 537                |

## Nevezetességei
- Szent Miklós tiszteletére szentelt plébániatemploma[5] a 14. században épült. A templomot többször is átépítették. Az olasz megszállás idején bővítették, harangtornyát 1932-ben építették. A honvédő háborúban szerb csapatok felgyújtották. 1995-ben középkori formájában építették újjá. 1995. december 6-án szentelte fel Marijan Oblak akkori zárai érsek. Berendezési tárgyai közül említésre méltó Szent Miklós fából faragott szobra és egy kis méretű fából faragott Szűz Mária szobor.[2]
- Musapstan nevű határrészén egy ismeretlen titulusú középkori templom maradványai találhatók. A templom egyhajós, félköríves apszissal. A templom körülbelül 15 m hosszú és körülbelül 6 m széles, míg a fennmaradt falak magassága 0,50 m és 0,80 m között változik. A templom körül régen sírok voltak.[6]